# Medanos

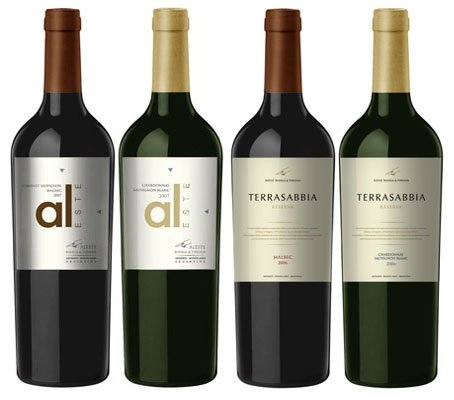
Vins Al Este i Terrasabbia elaborats a Medanos

Medanos és una regió vitivinícola de l'Argentina. Ubicat a 39º de latitud sud, Medanos és un dels llocs de producció de vinya amb major temps d'exposició solar de l'Hemisferi Sud, característica que resulta molt avantatjosa per a la producció de vins d'alta gamma.